# Fasti
Fasti (lat. fas - gudomlig rätt) var kalendern i det antika Romerska riket.
Den var en förteckning över vilka dagar det tillåtet att hålla rättegångar och liknande borgerliga aktiviteter ("dies fasti", märkta i kalendern med ett F) eller festdagar då detta av religiösa skäl inte var tillåtet ("dies nefasti" eller "feriae" - N), samt tillåtet att hålla folkförsamlingar ("dies comitalis" - C) och dagar tillägnade olika folkliga kulter (märkta NP med osäker tolkning).
Vid tiden för den Romerska republiken fanns det ett 40-tal feriae under året, både fasta och rörliga, och senare under det Romerska kejsardömet förekom feriae som beordrades med anledning av kejsarens födelsedag och liknande.

Ordet Fasti användes också om förteckningar över rikets ämbetsmän såsom konsuler, censorer och triumfatorer.